# Диао, Ассане
Ассане Диао́ Диау́н (исп. и фр. Assane Diao Diaoune; род. 7 сентября 2005, Ндангане) — сенегальский и испанский футболист, вингер итальянского клуба «Комо» и сборной Сенегала.

## Клубная карьера
21 сентября 2023 года Диао дебютировал за основную команду «Реал Бетиса» в матче Лиги Европы УЕФА против шотландского клуба «Рейнджерс». 28 сентября 2023 года Диао впервые сыграл за «Реал Бетис» в матче чемпионата Испании против «Гранады» и отличился забитым голом.

## Достижения
Сборная Испании (до 19 лет)
- Победитель чемпионата Европы (до 19 лет): 2024